# Cryphonectria parasitica
Cryphonectria parasitica (Murrill) M.E. Barr – gatunek grzybów z rzędu Diaporthales. Mikroskopijny grzyb pasożytniczy u kasztanów i niektórych gatunków dębów wywołujący grzybową chorobę o nazwie zgorzel kasztana. Jest organizmem kwarantannowym podlegającym obowiązkowemu zwalczaniu.

## Systematyka
Pozycja w klasyfikacji według Index Fungorum: Crypthonectria, Cryphonectriaceae, Diaporthales, Diaporthomycetidae, Sordariomycetes, Pezizomycotina, Ascomycota, Fungi.
Po raz pierwszy gatunek ten opisał William Alphonso Murrill w 1906 r. nadając mu nazwę Diaporthe parasitica. Obecną, uznaną przez Index Fungorum nazwę nadała mu Margaret Elizabeth Barr w 1978 r.
Synonimy:
- Diaporthe parasitica Murrill 1906
- Endothia gyrosa var. parasitica (Murrill) Clinton 1907
- Endothia parasitica (Murrill) P.J. Anderson & H.W. Anderson 1912
- Valsonectria parasitica (Murrill) Rehm 1907

## Morfologia
C. parasitica tworzy podkładki o barwie od żółtej do ciemno pomarańczowej, średnicy 0,5–3 (–4) mm i wysokości 2,5 mm. Są zagłębione w korze, wystaje ponad nią tylko ich górna część. W podkładkach powstają konidiomy o średnicy 100–300 μm, czasami jednak kilka konidiów łączy się z sobą tworząc duży, labiryntopodobny konidiom, którego średnica przekracza 1 mm. Konidiofory są rozgałęzione, komórki konidiotwórcze tworzą się zarówno na szczytowych, jak i bocznych ich gałązkach. Podczas wilgotnej pogody z konidiomów wydostają się skręcone, żółte pasma zlepionych z sobą zarodników konidialnych. Konidia mają wymiary 3–5 × 1,5–2 μm (średnio 3,6 × 1,8 μm), kształt od elipsoidalnego do pałeczkowatego, czasami lekko zagięte, przejrzyste i bez przegród. Perytecja o średnicy 300–400 μm, kuliste i głęboko zanurzone w podkładkach. Mają długą, cylindryczną szyjkę o długości do 300–600 μm i średnicy 200 μm, a w niej peryfizy. Askospory wydostają się dośrodkowo z zewnętrznego dysku stromy tworząc drobne, czarne brodawkowate struktury. Worki 32–55 × 7–8,5 μm, maczugowate do cylindryczno-maczugowatych, o krótkim trzonku, cienkościenne, 8-zarodnikowe; askospory w dwóch rzędach. Mają wymiary 7–12 × 3,5–5 μm (średnio 8,6 × 4,5 μm), są gładkie, elipsoidalne, dwukomórkowe, czasami z niewielkim zwężeniem przy przegrodzie.

## Występowanie
Cryphonectria parasitica występuje we wschodniej części Ameryki Północnej (USA i Kanada), Europie Południowej, Hongkongu i Japonii oraz w Australii. W Europie po raz pierwszy został oficjalnie wykryty w 1938 roku we Włoszech w pobliżu Genui, głównego międzynarodowego portu lotniczego. Analizy genetyczne sugerują, że C. parasitica pochodzi z Ameryki Północnej. Rozprzestrzenił się i obecnie występuje już nie tylko nad Morzem Śródziemnym, ale także w Austrii i Szwajcarii, krajach kaukaskich (o zimnym klimacie), na północy Półwyspu Iberyjskiego (o klimacie umiarkowanym) oraz w części północnej Europy i Islandii. W Polsce do 2020 r. nie zanotowano jeszcze tego patogenu, jednak jego rozprzestrzenienie się na północ Europy jest bardzo prawdopodobne. Ze względu na liczne występowanie w Polsce dębów szypułkowych zagrożenie jest poważne.
Zasiedla korę drzew z rodzaju kasztan (Castanea) powodując zgorzel kasztana. Stwierdzono, że atakuje także niektóre gatunki dębów (Quercus), głównie dęba bezszypułkowego (Ouercus petraea), rzadziej dęba szypułkowego (Quercus robur), dęba ostrolistnego (Quercus ilex) i inne.